# Cellar Dweller
Cellar Dweller (em português, O Monstro Canibal) é um filme norte-americano de 1988, dos gêneros aventura e horror, dirigido por John Carl Buechler e escrito por Don Mancini (creditado como Kit Du Bois).

## Sinopse
Whitney (Debrah Farentino), uma jovem desenhista, volta a trabalhar na criação das aventuras do Monstro Canibal, interrompidas depois da morte de Colin Childress (Jeffrey Combs), o criador da saga, 30 anos antes. Ela, no entanto, atrai a maldição da criatura que protagoniza as histórias refeitas. Embora o Monstro não matasse suas vítimas, absorvia-as e assumia suas características genéticas.

## Elenco
- Debrah Farentino - Whitney Taylor (creditada como Debrah Mullowney)
- Brian Robbins - Phillip Lemley
- Pamela Bellwood - Amanda
- Vince Edwards - Norman Meshelski
- Cheryl-Ann Wilson - Lisa
- Jeffrey Combs - Colin Childress
- Yvonne De Carlo - Senhora Briggs
- Floyd Levine - Motorista de táxi
- Michael Deak - O Monstro Canibal

## Recepção da crítica
Cellar Dweller recebeu nota 3,5 de Anthony Arrigo, da Dread Central; ele disse que o filme "pode não estar exatamente no mesmo patamar que alguns dos filmes clássicos da Empire Pictures alcançaram, mas com um design de produção equivocado e alguns rostos conhecidos", mas que valia a pena assistir. A TV Guide deu nota 1,5 para o filme.